# География Аландских островов

Топографическая карта Аландских островов

Аландские острова — архипелаг на входе из Балтийского моря в Ботнический залив, являющийся автономной провинцией в составе Финляндии. Население составляют финские шведы. Автономия имеет особый демилитаризованный и моноязычный статус.
На востоке Аландские острова граничат в районе Архипелагового моря с провинцией Исконная Финляндия, на западе — с шведскими ленами Стокгольм и леном Уппсала, с которыми провинция имеет в том числе и сухопутную границу на острове Меркет.
Общая площадь архипелага — 13 324 км² (89 % из которых — водная поверхность). Общая площадь островов 1552 км², из которых около 27 км² заняты реками и озёрами. Остальная территория — это. Обитаемыми из них являются всего 60. Самый крупный — остров Аланд (площадь 685 км²).
Протяжённость архипелага с севера на юг составляет 130 км. В состав архипелага входит 6757 больших и маленьких островов и скал (60 из которых обитаемые) и шхер. Самой высокой точкой архипелага является пик Оррдальсклинт, находящийся на северо-востоке острова Аланд в коммуне Сальтвик. Его высота составляет 132 метра над уровнем моря. Второй по высоте является лежащая в горах Еты гора Касберген высотой 129 метров.
Численность населения архипелага на 31 января 2012 года составляла 28 501 человек.
Единственным городом и столицей автономии является Мариехамн (население 11 тысяч человек в 2008 году).

## Климат
Климат на островах умеренный, морской, прохладный. Средняя годовая температура воздуха составляет 7-8 °C. Средняя температура самого холодного месяца около −4 °С, а самого теплого (июля) — от +14 °С до +16 °С. Весной воздух прогревается существенно дольше, чем на континенте, но осенью отдающее тепло Балтийское море делает её мягкой и продолжительной. Ледостав обычно происходит в середине января, а сход льда начинается во второй половине апреля — начале мая.
Острова являются одним из самых солнечных регионов среди Северных стран. Годовое количество осадков составляет 550 мм.

## Флора

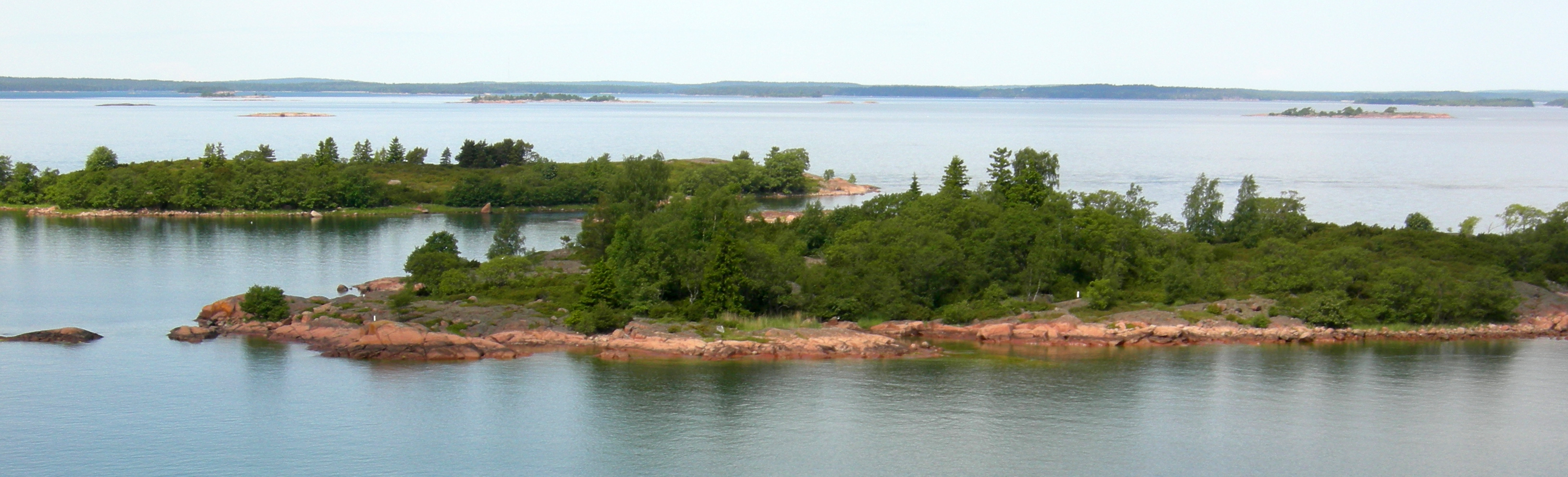

На островах естественно произрастают сосна обыкновенная, ель обыкновенная, берёза бородавчатая, осина, ольха чёрная, ясень обыкновенный, дуб черешчатый, липа сердцевидная, клён остролистный, вяз шершавый, яблоня лесная, тёрн (слива колючая), лещина обыкновенная, калина красная, рябина, боярышник разных видов, можжевельник обыкновенный, а также некоторые другие деревья и кустарники, в том числе и тис ягодный. Сосновые и широколиственные (преимущественно ясеневые) леса изобилуют орехами, ягодами — земляникой, черникой, брусникой, а также грибами, из которых местные жители особо ценят лисички.
На островах 12 тысяч гектаров пахотной земли на которой выращивают картофель, рожь и в последние годы — рапс.

## Фауна
В озёрах и море водится щука, сёмга, таймень, радужная форель (разводится искусственно в небольших озёрах). На островах проживает значительная популяция лосей и птиц, для гнездовий которых создано несколько резерватов.